# Ester Batista
Ester Batista (Cachoeiro de Itapemirim, 30 de outubro de 1973) é uma cantora de música cristã contemporânea.

## Biografia
Ester nasceu em 30 de outubro de 1973. É filha do presidente da Assembleia de Deus Ministério Cachoeiro - ES, Umberto Batista da Silva, e da missionária Maria José da Silva. Ester tem três irmãos, Umberto Júnior, Jessé e Josué, e duas irmãs, Sara e Débora.
Com 5 anos de idade, já louvava nas igrejas e eventos.
Na adolescência, já era regente do conjunto Jovem Shalom, da matriz onde congregava, e em grandes congressos da região, regendo também o Coral Vozes de Sião, da igreja.
Em 2004, gravou seu primeiro CD independente, Promessa.
Em 2010, lançou seu segundo CD, O Segredo de Ester.
Em 20 de abril de 2015, assinou contrato com a gravadora MK Music, e em abril de 2016, lançou o álbum Falar do Céu, com produção musical de Paulo César Baruk, que participa na música "Tributo".
Hoje, é casada com o pastor e político Everaldo Pereira, membro da Assembléia de Deus de Madureira – RJ.

## Discografia
- 2004: Promessa
- 2010: O Segredo de Ester
- 2016: Falar do Céu